# Sátira sobre la Perspectiva Falsa
Sátira sobre la Perspectiva Falsa (título original en inglés: Satire on False Perspective) es el título de un grabado realizado por William Hogarth en 1754 para el folleto de su amigo Joshua Kirby sobre la perspectiva lineal.

## Objeto del grabado
La intención del trabajo está claramente indicada en el subtítulo:
| Whoever makes a [design] without the Knowledge of [perspective] will be liable to such Absurdities as are shewn in this Frontiſpiece Quien hace un diseño sin el Conocimiento de la perspectiva será responsable de los Absurdos que se muestran en este Frontispicio |

## Resumen
El trabajo muestra una escena que proporciona muchos ejemplos deliberados de efectos de perspectiva confusos y fuera de lugar. Aunque los componentes individuales de la escena parecen autoconsistentes, la escena misma se puede clasificar como un ejemplo de un objeto imposible.

### Lista parcial de "errores"
Los errores más evidentes son los primeros tres o cuatro:
1. El sedal de la caña de pesca del hombre del primer plano pasa por detrás del hombre situado detrás de él.
2. El soporte del cartel está sujeto a dos edificios, uno frente al otro, con unas vigas que no muestran diferencias de profundidad
3. El propio cartel está superpuesto por dos árboles distantes.
4. El hombre que sube la colina está encendiendo su pipa con la vela de la mujer que se asoma por la ventana de la planta superior del edificio.
5. El cuervo encaramado en el árbol es demasiado grande en comparación con él.
6. La iglesia aparece frente al río. Ambos extremos de la iglesia se pueden ver al mismo tiempo.
7. El horizonte izquierdo en el agua disminuye precipitadamente.
8. El hombre en el bote debajo del puente dispara al cisne en el otro lado, lo cual es imposible ya que apunta directamente a los contrafuertes del puente.
9. El extremo derecho del arco sobre el barco se encuentra con el agua más lejos del observador que el extremo izquierdo.
10. El edificio de dos pisos, aunque se ve desde abajo, muestra la parte superior del techo. Al igual que la torre de la iglesia en la distancia.
11. El barril más cercano al pescador en primer plano revela simultáneamente su parte superior e inferior.
12. Las baldosas sobre las que se encuentra el pescador del primer plano tienen un punto de fuga que converge hacia el espectador.
13. Un árbol crece en la parte superior del puente.
14. El punto de fuga del lado más cercano del primer edificio cambia en la mitad de la pared.
15. La línea de árboles que oscurece el cartel es probablemente representativa de cómo los objetos deberían disminuir de escala a medida que se alejan, pero en este caso se invierte.
16. Las ovejas en el lado izquierdo aumentan de escala a medida que se alejan.
17. El cisne detrás del bote es más grande que los hombres que manejan el bote.
18. La base del árbol en el extremo izquierdo está detrás del árbol a la derecha, pero el dosel está en frente del árbol a la derecha del mismo.
19. El barril de más a la izquierda parece estar en un terreno más bajo que los otros dos cuando deberían estar en terreno llano.
20. El cisne del fondo es solo ligeramente más pequeño que la vaca.
21. El hombre con la pipa es más alto que los árboles.
22. Las partes superiores e inferiores de las ventanas en el segundo edificio tienen diferentes puntos de fuga.

Aparte de las imposibilidades de escala, de hecho hay aproximadamente diez horizontes diferentes basados en los diversos puntos de fuga.

## Historiografía de la instrucción sobre la perspectiva
Hasta que se publicó el tratado de perspectiva lineal de Brook Taylor en 1715, a los artistas se les enseñaba la perspectiva mediante el estudio de métodos utilizados en trabajos anteriores por artistas famosos en lugar de estudiar las matemáticas detrás de estos métodos. Hogarth creó la Academia de St. Martin Lane para intentar remediar esta brecha en los estudios, e invitó a su amigo Kirby a ser allí profesor de perspectiva. Tras la publicación, Kirby se hizo lo suficientemente famoso como para obtener un nombramiento Real como profesor de perspectiva, lo que siempre agradeció a Hogart.